# Trocánter menor
En anatomía humana se denomina trocánter menor a una prominencia ósea situada entre la diáfisis y el cuello del fémur. Sirve de inserción para el músculo psoasiliaco. El trocánter menor se encuentra unido al trocánter mayor a través de la línea intertrocantérica del fémur.

## Fracturas
En niños y adolescentes en los que no está completado el proceso de osificación del esqueleto, pueden producirse fracturas por arrancamiento del trocánter menor como consecuencia de una contracción muscular violenta del psoas iliaco. Sin embargo en los adultos las fracturas del trocánter menor son muy poco frecuentes y cuando ocurren son con mucha frecuencia secundarias a un proceso canceroso que ha ocasionado metástasis en el hueso.